# 中华人民共和国各级监察委员会
中华人民共和国各级监察委员会，根据《中华人民共和国宪法》规定是中华人民共和国的监察机关，是履行国家监察职能的国家机构，于2017年至2018年陆续建立，由同级人民代表大会选举和任命产生，接受同级人代会和上级国家监察机关的监督，是“一府两院”以外的与之平行的国家机关，与同级中共纪律检查机关合署办公。这一制度是对国家、省、市、县四级纪律检查机关、行政监察机关和检察机关反贪部门的重组和优化，被认为是以习近平总书记领导下的中共中央所推行的针对党和国家纪检监察制度的重大改革。2018年3月召开的第十三届全国人民代表大会第一次会议通过宪法修正案和《监察法》，产生中华人民共和国国家监察委员会第一届组成人员。

## 试点
2016年10月27日，《中国共产党第十八届中央委员会第六次全体会议公报》首次将“监察机关”与权力机关（人民代表大会及其常委会）、行政机关（人民政府）、司法机关（人民法院、人民检察院）并列，将其由人民政府的组成部门提升为与之平行的国家机构。为此，中共中央决定成立中央深化国家监察体制改革试点工作领导小组，中央纪委书记王岐山担任组长。
2016年11月7日，中共中央办公厅印发《关于在北京市、山西省、浙江省开展国家监察体制改革试点方案》，确定了监察体制改革的思路。方案提出，三省市的监察体制改革，“从体制机制、制度建设上先行先试、探索实践，为在全国推开积累经验。”党的纪律检查委员会、监察委员会合署办公。监察委员会由省（市）人民代表大会产生，相关省（市）党委书记郭金龙、骆惠宁、夏宝龙担任深化监察体制改革试点工作小组组长。中共中央政治局常委、中共中央纪委书记王岐山出任中央深化国家监察体制改革试点工作领导小组组长。
2016年12月25日，第十二届全国人大常委会第二十五次会议表决通过《全国人民代表大会常务委员会关于在北京市、山西省、浙江省开展国家监察体制改革试点工作的决定》。《决定》要求在以上三省（市）及所辖县、市、市辖区设立监察委员会，行使监察职权。将试点地区人民政府的监察厅（局）、预防腐败局及人民检察院查处贪污贿赂、失职渎职以及预防职务犯罪等部门的相关职能整合至监察委员会。试点地区监察委员会由同级人民代表大会产生并受其监督，对其负责。监察委员会主任由本级人民代表大会选举产生；监察委员会副主任、委员，由监察委员会主任提请本级人民代表大会常务委员会任免。并规定了监察委员会的职权。
2017年1月，各省、自治区、直辖市完成地方政权换届工作，其中山西省、北京市、浙江省人民代表大会先后选举出本省（市）监察委员会主任、副主任、委员，三个省（市）的党委纪检委书记任建华、张硕辅、任泽民分别当选为监察委主任。从各省（市）的情况看，监察委的副主任和委员包括本省（市）纪检委副书记、监察厅（局）副厅（局）长、检察院副检察长、反贪局局长等，新成立的监察委与纪检委、检察院合署办公。北京市、山西省、浙江省省级监察委员会的组建工作宣告完成，并于2017年内完成市、县（区）两级国家监察机关的组建。

## 推广
2017年10月，中共中央办公厅印发通知，要求在2018年前后的省、市、县三级人大换届期间选举产生各级国家监察机构，各级监察机构与同级纪检委合署办公，整合反腐败资源力量，完成相关机构、职能、人员转隶，明确监察委员会职能职责，实现对公职人员监察全覆盖
2017年11月4日，第十二届全国人大常委会第三十次会议通过《关于在全国各地推开国家监察体制改革试点工作的决定》，要求各地设立省、市、县三级监察委员会，整合各级纪检、监察、反贪机构。监察委由同级人代会进行任免，并接受上级监察委领导和监督。监察委可以使用的监察措施包括：谈话、讯问、查询、冻结、调取、查封、扣押、搜查、勘验检查、鉴定留置等。监察机关的工作对象包括所有国家公务员、国有企事业单位人员、群众自治组织的负责人等在内的一切行使国家公权力的公职人员。
2018年召开的第十三届全国人民代表大会第一次会议通过《中华人民共和国监察法》。

## 评价
中国纪检监察学院原副院长李永忠认为，设立监察委员会有利于强化监察职能的独立性，破解“一把手监督”以及“上级监督太远、同级监督太软、下级监督太难”等难题。